# O Vídeo (1995 a 2003)
O Vídeo (1995 a 2003) é o primeiro DVD da banda de rock brasileira CPM 22, lançado em 2003 pela Arsenal Music. O DVD conta com a gravação de um show feito pela banda no dia 17 de julho de 2003 no Hangar 110, São Paulo, onde foram apresentadas sete músicas, além de todos os videoclipes gravados pela banda até aquele momento, seis no total, e os extras "Na Estrada", vídeos de bastidores e entrevistas.

## Faixas

#### Show
1. "Desconfio"
2. "O Perdedor (Bohrizloser)"
3. "Peter"
4. "Contagem Regressiva"
5. "É Isso"
6. "Atordoado"
7. "Ontem"

#### Videoclipes
1. "Regina Let's Go!"
2. "Tarde de Outubro"
3. "O Mundo Dá Voltas"
4. "Desconfio"
5. "Dias Atrás"
6. "Não Sei Viver sem Ter Você"

## Certificações
| País                                           | Certificação | Vendas  |
| ---------------------------------------------- | ------------ | ------- |
| Brasil (Pro-Música Brasil)                     | Ouro         | 25 000* |
| *número de vendas baseado somente certificação |              |         |

## Prêmios e indicações
| Ano  | Premiação                             | Categoria  | Resultado | Ref.  |
| ---- | ------------------------------------- | ---------- | --------- | ----- |
| 2004 | Prêmio Multishow de Música Brasileira | Melhor DVD | Indicado  | [ 4 ] |